# Graptemys ouachitensis
La tartaruga geografica meridionale (Graptemys ouachitensis Cagle, 1953) è una testuggine della famiglia degli emididi, endemica degli Stati Uniti d'America.

## Tassonomia
Sono riconosciute due sottospecie:
- G. ouachitensis ouachitensis Cagle, 1953 – tartaruga geografica dell'Ouachita.
- G. ouachitensis sabinensis Cagle, 1953 – tartaruga geografica del Sabine.

Entrambe furono descritte dall'erpetologo statunitense Cagle (1953) come due nuove sottospecie della Graptemys pseudogeographica, e furono pertanto denominate G. pseudogeographica ouachitensis e G. pseudogeographica sabinensis.
I nomi assegnati alle due sottospecie fanno riferimento al posto dove furono rinvenuti i tipi nomenclaturali: rispettivamente il fiume Ouachita, in Louisiana e il fiume Sabine, al confine tra Louisiana e Texas.
L'erpetogo statunitense Vogt (1980) elevò la tartaruga geografica dell'Ouachita allo status di specie: Graptemys ouachitensis. Vogt ritenne anche di classificare la tartaruga geografica del Sabine come sottospecie non della G. pseudogeographica ma della G. ouachitensis, cambiandone il nome scientifico in G. ouachitensis sabinensis.
Oggigiorno, alcuni biologi ritengono che la tartaruga geografica del Sabine possa verosimilmente rappresentare una specie a sé stante. In particolare, prima Vetter (2004) e poi Buhlmann et al. (2008) hanno ritenuto di classificarla come Graptemys sabinensis.

## Descrizione
Il carapace presenta una carenatura seghettata sulla linea dorsale, ed è seghettato pure lungo il margine posteriore. Il colore va dall'olivastro, al marrone scuro, al nero, con delle striature gialle dal bordo scuro.
Il colore del piastrone varia dal crema al giallo pallido e, negli esemplari giovani, presenta dei motivi scuri concentrici.
Il colore della pelle va dal grigio-bruno al nerastro, con striature gialle.
Su ciascun lato della testa, sono presenti tre caratteristiche macchie tondeggianti di colore giallo chiaro: una postorbitale (la più grande), una suboculare e una mandibolare.

In alcuni esemplari, la macchia postorbitale e quella suboculare possono unirsi a creare un'unica macchia avente la forma di una spessa falce di luna.

La misura dell'area delle macchie suboculari e mandibolari è un modo per distinguere questa specie dalla G. pseudogeographica, in cui queste due macchie sono ridotte a dei semplici puntini.
L'occhio ha due puntini neri ai lati della pupilla.
I maschi restano significativamente più piccoli, raggiungendo una lunghezza di circa 12 cm, contro i 25 cm delle femmine.
Le dimensioni relativamente ridotte hanno reso la tartaruga geografica dell'Ouachita una specie molto diffusa tra gli allevatori.